# Канзі

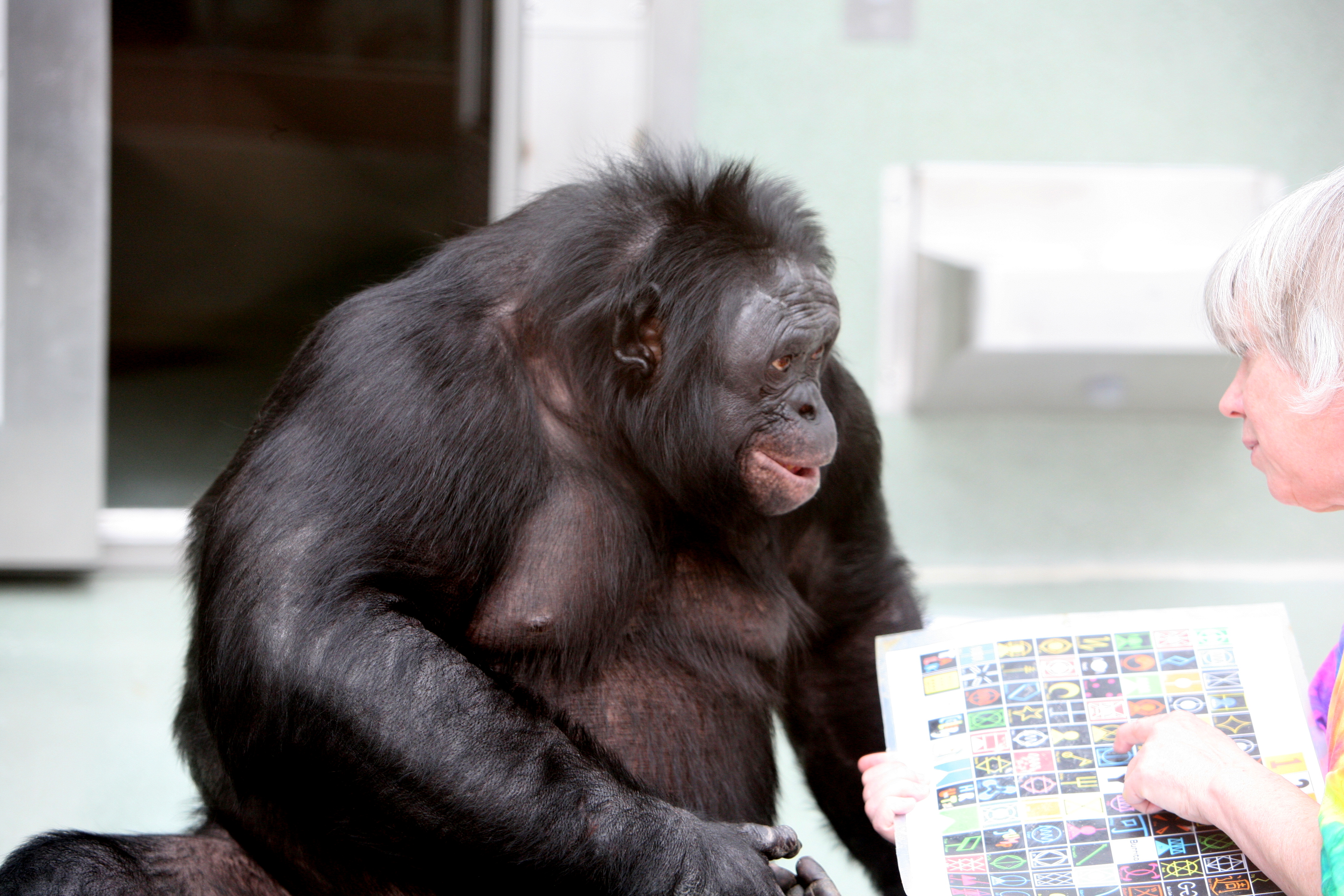
Канзі «спілкується» з Сью Севедж-Рамбо у 2006 роціІ

Канзі (англ. Kanzi; 28 жовтня 1980 — 18 березня 2025) — самець карликового шимпанзе (бонобо), задіяний в кількох дослідженнях з навчання мавп мови. За словами Сью Севедж-Рамбо, приматолога, яка вивчала бонобо протягом всього свого життя, Канзі демонстрував передові мовні здібності. Його часто називають мавпячим генієм, за рівнем інтелекту його порівнювали з двох-трирічною дитиною.
Канзі народився у мавп Лорел і Босанджо на польовій станції Йеркс в університеті Еморі, США і потім був переміщений в центр досліджень мови університету штату Джорджія. Незабаром після народження його було відібрано і виховано домінантною самкою Мататою. Будучи немовлям, Канзі супроводжував Матату на заняття, де вчені навчали її єркської мови (мова, яка використовує лексиграми), але вона не проявляла значного інтересу до уроків. Дослідники були вражені, коли одного дня, поки Матата була відсутня, Канзі несподівано почав користуватися лексиграмами. Він став першим відомим приматом, який освоїв елементи мови природним шляхом, без прямого навчання, а також першим бонобо, що, за спостереженнями, використовував мовні конструкції. Лише за короткий час він засвоїв десять слів, які дослідники безуспішно намагалися навчити його прийомну матір, а згодом вивчив ще 348 і навчився комбінувати їх для вираження нових значень. Коли він чув слово, вимовлене в навушниках (щоб виключити невербальні підказки), він правильно обирав відповідну лексиграму. Він також міг самостійно ініціювати спілкування за допомогою лексиграм. У 2006 році Сью Севедж-Рамбо заявила, що Канзі розумів на слух близько 3 000 слів.
Канзі, як і його покійні мати й сестра, жив в науково-дослідному центрі Great Ape Trust в Де-Мойні, штат Айова. Канзі — альфа-самець місцевої спільноти бонобо. Його прийомна мати, Матата, була головним лідером (в матріархальному суспільстві бонобо положення самця в першу чергу визначається положенням самки, з якою він пов'язаний). Згідно зі статтею в журналі «Smithsonian», Канзі «має вигляд старіючого патріарха — він лисуватий і пузатий, з серйозними, глибоко посадженими очима».
Хоча Канзі навчився спілкуватися за допомогою клавіатури з лексиграм, він також вивчив дещо з американської жестової мови після перегляду відео з горилою Коко, навченої цій мові. Він не може спілкуватися голосом так, щоб його вимова була зрозуміла людям, оскільки бонобо мають занадто відмінний від людського голосовий апарат, але було відзначено, що, спілкуючись з людьми за допомогою графічних символів, Канзі також намагався проводити деякі артикуляції.
Канзі помер 18 березня 2025 року у віці 44 років.